# Mai Tai
Mai Tai je alkoholický koktejl, populární zejména ve Spojených státech a podávaný jako letní long drink. Jeho základem je vyzrálý jamajský rum (doporučuje se dávat dva díly tmavého rumu a jeden díl světlého), který se smíchá s Curaçao likérem nebo Cointreau, čerstvě vymačkanou šťávou z limety a mandlovým sirupem orgeat. Vše se protřepe s ledovými kostkami a dozdobí se plátkem ananasu a snítkou máty, pije se brčkem.
Název nápoje vznikl zkrácením tahitského výrazu „maita'i roa ae“, který znamená „tak dobrý, jako by nebyl z tohoto světa“. O jeho autorství se vede spor: od roku 1944 ho podával Victor Bergeron v baru Trader Vic's v Oaklandu, ale za vynálezce receptu se následně označil restauratér Don the Beachcomber, který ho podle vlastního tvrzení připravil již roku 1933. Obliba koktejlu souvisí s módou restaurací v polynéském stylu v Americe padesátých let, kterým se říkalo Tiki culture, byly vyzdobeny vyřezávanými polynéskými sochami a rákosovými rohožemi, hrála v nich hudba využívající domorodé motivy a pití se v nich podávalo ve skořápkách kokosových ořechů. Mai Tai pomohl zpopularizovat také film Blue Hawaii s Elvisem Presleym.